# Koussala
Koussala est une commune rurale située dans le département de Toécé de la province du Bazèga dans la région du Centre-Sud au Burkina Faso.

## Santé et éducation
Le centre de soins le plus proche de Koussala est le centre de santé et de promotion sociale (CSPS) de Bonsrima.
La commune accueille un collège d'enseignement général (CEG).